# Кугно, Эдуард Павлович
Эдуард Павлович Кугно (27 июня 1935 — 24 февраля 1994) — советский военный инженер ВВС, слушатель-космонавт 2-го набора в отряд космонавтов ЦПК ВВС. Опыта космических полётов не имел. Кандидат технических наук, полковник.

## Биография

### Ранние годы, учёба, воинская служба
Родился 27 июня 1935 года в городе Полтава Украинской ССР в семье военнослужащего. В 1953 году окончил 10 классов средней школы и поступил курсантом в Киевское высшее военное авиационное инженерное училище, которое окончил в 1958 году по специальности «инженер-электрик».
После окончания училища служил в Мурманской области начальником группы обслуживания самолётов истребительного авиационного полка ВВС Северного флота. С 1961 года проходил службу в истребительных авиационных полках сначала в Московской области, затем в Ленинградской области.

### Космическая подготовка
В 1962 году старший инженер-лейтенант Кугно был отобран из 1500 претендентов в ходе 2-го набора в отряд космонавтов ЦПК ВВС. Успешно прошёл медицинское обследование в Центральном военном научно-исследовательском авиационном госпитале и в мае 1962 года получил допуск Центральной врачебно-летной комиссии. 8 января 1963 года решением мандатной комиссии был рекомендован к зачислению в отряд космонавтов в числе 15 отобранных кандидатов. 10 января 1963 года приказом Главкома ВВС № 14 был зачислен слушателем-космонавтом в отряд космонавтов ЦПК ВВС/
В январе 1963 года приступил к прохождению общекосмической подготовки. По воспоминаниям слушателя-космонавта Эдуарда Буйновского, весной 1964 года на семинаре по теории марксизма-ленинизма, Кугно высказал своё мнение об однопартийной системе в СССР. Задав вопрос: «А вот почему у нас не двухпартийная система, как у американцев?», стал развивать эту идею дальше, излагая свои взгляды на преимущества этой системы в сравнении с существующей однопартийной системой в СССР.
Руководитель подготовки первых советских космонавтов помощник Главнокомандующего ВВС по космосу генерал-лейтенант Н. П. Каманин в своём дневнике записал о Кунго: «Он идеологически и морально неустойчив. На вопрос замполита: „Почему не вступаешь в партию?“, — он ответил: „Я в эту партию жуликов и подхалимов вступать не буду!“ … в устах кандидата в космонавты эти слова звучат, как приговор». 16 апреля 1964 года приказом Главкома ВВС Эдуард Кунго был отчислен из отряда космонавтов.

### Дальнейшая служба
С апреля 1964 года служил в учебном авиационном полку Ейского высшего военного авиационного училища лётчиков сначала начальником лаборатории вычислительной техники, а с 1965 года — инженером по авиационному оборудованию. В 1966 году выполнил норматив на звание кандидата в мастера парашютного спорта СССР (всего выполнил 876 прыжков с парашютом). В 1967 году вступил в члены КПСС.
В 1968 году был командирован в Алжирскую Народную Демократическую Республику, где служил преподавателем военного училища лётчиков. С 1970 по 1976 год служил преподавателем Рижского высшего военного авиационного инженерного училища (ВВАИУ). В 1976 году был назначен начальником кафедры Иркутского ВВАИУ. В 1986—1990 годах служил старшим преподавателем Киевского ВВАИУ.
Защитил диссертацию и получил степень кандидата технических наук, являлся автором восьми изобретений.
В 1990 году был уволен из Вооруженных Сил в запас по возрасту в звании полковника.
Умер 24 февраля 1994 года в Иркутске от рака желудка, похоронен в Иркутске на городском Радищевском кладбище.

## Семья
Эдуард Кугно был женат дважды, сын от первого брака — Эдуард Эдуардович Кугно, окончил военное училище, офицер запаса, кандидат педагогических наук, доцент. Директор Иркутского филиала Российского университета спорта «ГЦОЛИФК», мастер парашютного спорта России.
Вторым браком Эдуард Кугно был женат на Басковой Маргарите Константиновне, кандидате экономических наук, доценте кафедры политэкономии Иркутского института народного хозяйства.